# Clube Esportivo Bento Gonçalves
El Clube Esportivo Bento Gonçalves es un club de fútbol brasilero de la ciudad de Bento Gonçalves en Rio Grande do Sul. Fue fundado en 1919 y juega en el Campeonato Gaúcho de Segunda División.

## Uniforme
- Uniforme titular: Camiseta Albiazul, pantalón Azul, medias Azules.
- Uniforme alternativo: Camiseta Blanca, pantalón Blanco, medias Blancas.

## Entrenadores
- Equipo técnico formado por  Dr. Moderato Visintainer, Erní Hugo Drehr y Alexandre Tessainer (1938)[4]
- Vicente Arenari (marzo de 1992-?)[5]
- Luiz Carlos Winck (?-marzo de 2021)[6]
- Rogério Zimmermann (marzo de 2021-marzo de 2021)[7][2]
- Gustavo Papa (marzo de 2021-presente)[2]

## Palmarés
- Campeonato Gaucho - Serie A2: 4

1969, 1999, 2012, 2022
- Copa FGF: 1

2004
- Copa Governador do Estado de Rio Grande del Sur: 3

1973, 1977, 1980